# Ftan
Ftan (en alemán y oficialmente hasta 1943, Fetan) es una localidad situada en la comuna de Scuol, en el cantón de los Grisones, Suiza.
Fue una comuna independiente hasta el 1 de enero de 2015, en que se fusionó con las antiguas comunas de Ardez, Guarda, Sent y Tarasp para formar la comuna de Scuol.